# Lista över Nicaraguas öar
Nicaragua har endast ett fåtal större öar. Den största och mest imponerande är Ometepe, som består av två väldiga vulkaner som reser sign en och en halv kilometer upp ur Nicaraguasjön. Längs Stillahavskusten finns ett antal skiftande långsmala öar mellan havet och tidvattendrag, oftast med en fin sandstrand på havssidan. Den mest kända av dessa är Isla Juan Venado, som också är ett naturreservat. Längs den karribiska kusten finns ett stort antal korallrev och palmbeklädda öar med vackra sandstränder. Två av dessa, Big Corn Island och Little Corn Island, är populära turistdestinationer.
|  | Namn                | Hav/sjö          | Kommun               | Departement  | Yta (km2) | möh  | Invånare                | Ön känd för                                     |
|  | ------------------- | ---------------- | -------------------- | ------------ | --------- | ---- | ----------------------- | ----------------------------------------------- |
|  | Big Corn Island     | Karibiska havet  | Corn Island          | Caribe Sur   | 10        | 96   | 6 131                   | Hummer Sandstränder Turister                    |
|  | Cayos Miskitos      | Karibiska havet  | Puerto Cabezas       | Caribe Norte | 27        | <20  | 0                       | Fiske Snorkling                                 |
|  | Cayos Perlas        | Karibiska havet  | Laguna de Perlas     | Caribe Sur   | 0.4       | <20  | 0                       | Karettsköldpaddor                               |
|  | Hog Cay             | Pärllagunen      | Laguna de Perlas     | Caribe Sur   | 3         | <20  | få                      | Grisar                                          |
|  | Isla de Aserradores | Stilla havet     | El Viejo             | Chinandega   | 3         | <20  | få                      | Fåglar                                          |
|  | Isla de Corinto     | Stilla havet     | Corinto              | Chinandega   | 8         | <20  | 16 466                  | Hamn Kryssningsfartyg                           |
|  | Isla El Cardón      | Stilla havet     | Corinto              | Chinandega   | 0.3       | 11   | 2                       | Fyr A Margarita Debayle                         |
|  | Isla El Muerto      | Nicaraguasjön    | Granada              | Granada      | 0.2       | 72   | 0                       | Hällristningar Ormar Carl Bovallius             |
|  | Isla El Venado      | Bluefieldsbukten | Bluefields           | Caribe Sur   | 29        | 2    | få                      | ingenting                                       |
|  | Isla Juan Venado    | Stilla havet     | León                 | León         | 10        | <20  | 0                       | Mangroveträsk Kayaking                          |
|  | Isla Maderas Negras | Stilla havet     | El Viejo             | Chinandega   | 5         | 6    | få                      | Sandstrand                                      |
|  | Isla Momotombito    | Managuasjön      | La Paz Centro        | León         | 1         | 389  | 0                       | Vulkan                                          |
|  | Isla Paredones      | Stilla havet     | Corinto              | Chinandega   | 3         | <20  | 61                      | Sandstrand                                      |
|  | Islas El Nancital   | Nicaraguasjön    | Acoyapa              | Chontales    | 2         | 75   | få                      | Fågelskådning                                   |
|  | Isletas de Granada  | Nicaraguasjön    | Granada              | Granada      | 1         | 60   | &&&&&&&&&&&&&&00.&&&&-0 | Kayaking San Pablo fortet                       |
|  | Little Corn Island  | Karibiska havet  | Corn Island          | Caribe Sur   | 3         | 46   | 495                     | Turister Sandstränder                           |
|  | Ometepe             | Nicaraguasjön    | Altagracia Moyogalpa | Rivas        | 274       | 1610 | 29 684                  | Volcán Concepción Volcán Madera Finca Magdalena |
|  | Rama Cay            | Bluefieldsbukten | Bluefields           | Caribe Sur   | 0.1       | 12   | 575                     | Ramaindianer Moraviska kyrkan                   |
|  | Solentinameöarna    | Nicaraguasjön    | San Carlos           | Río San Juan | 38        | 253  | 773                     | Avokados Konstnärskollektiv Ernesto Cardenal    |
|  | Isla Zapatera       | Nicaraguasjön    | Granada              | Granada      | 52        | 625  | 566                     | Monoliter Hällristningar Carl Bovallius         |